# Joseph von Egle

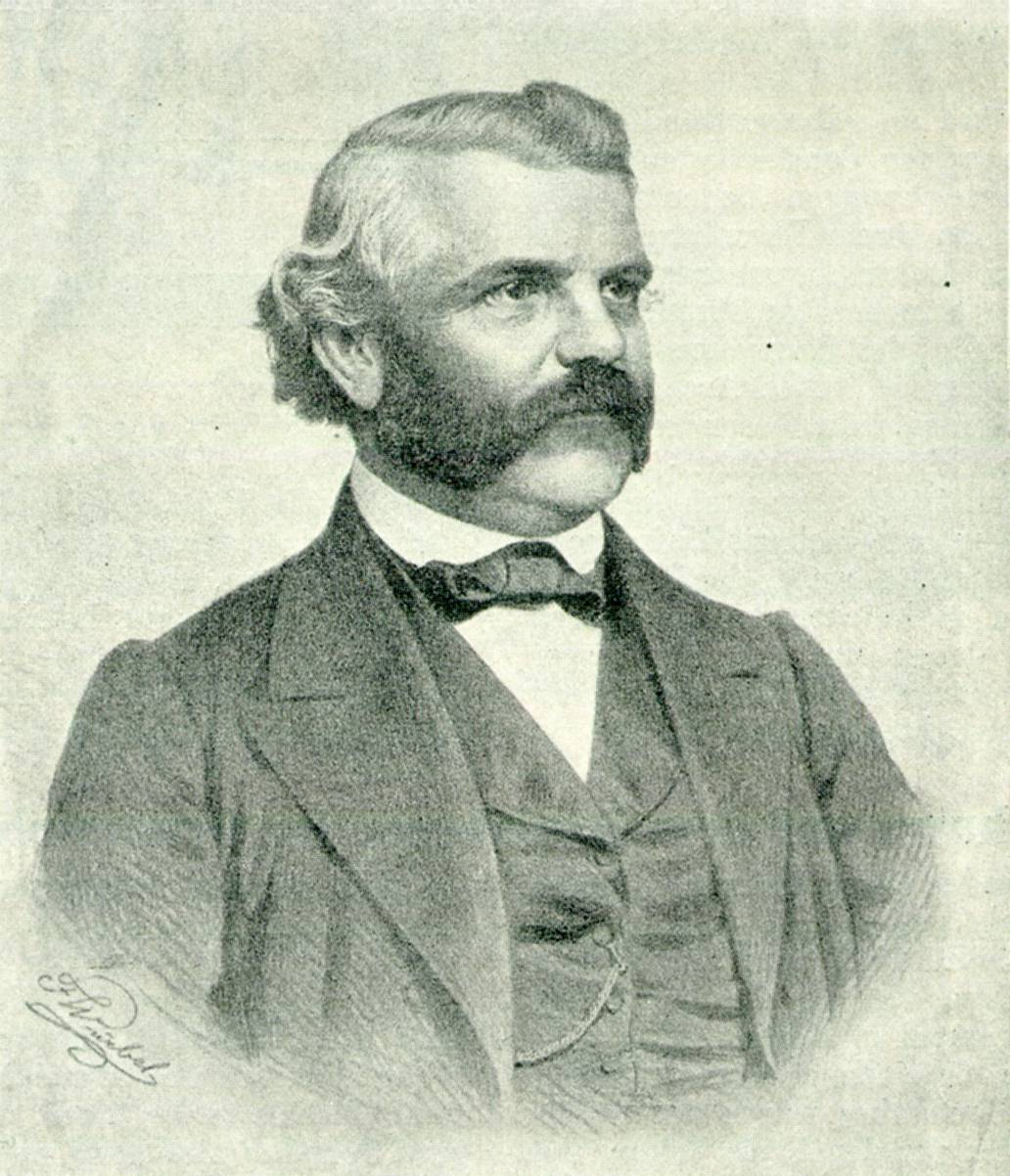
Joseph von Egle.

Joseph von Egle, född 23 november 1818 i Dellmensingen, död 5 mars 1899 i Stuttgart, var en tysk arkitekt.
Egle blev professor vid polytekniska skolan i Stuttgart 1852 och hovarkitekt hos kung Vilhelm I av Württemberg 1857. Han rörde sig med förkärlek i den franska renässansens former. Hans viktigaste verk är Polytechnikum och Byggnadsskolans nya hus i Stuttgart, båda från 1860-talet, Mariakyrkan där i gotik (1872-79) och Katolska kyrkan i Tübingen (1876 -78). Han utförde även en mängd boningshus och villor i och kring Stuttgart.  Bland hans skrifter märks Schattierlehre der Oberflächen regelmäßiger Körper (1855).